# Massacre do Zong

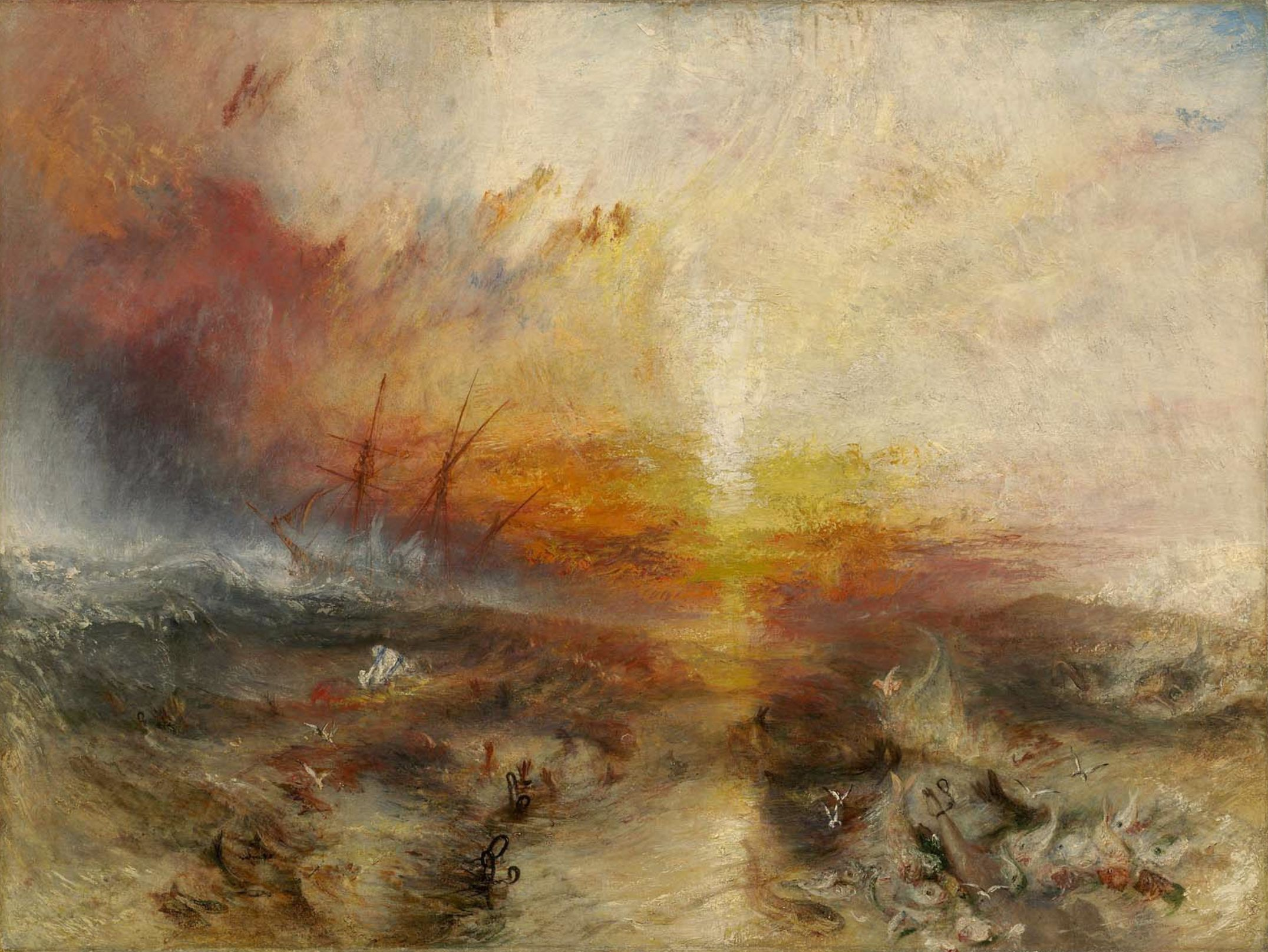
The Slave Ship (1840), representação de J. M. W. Turner do assassinato em massa de pessoas escravizadas, inspirada nos assassinatos de Zong

O massacre do Zong foi um assassinato em massa de mais de 130 escravos africanos pela tripulação do navio negreiro britânico Zong nos dias seguintes a 29 de novembro de 1781.  

## História
O sindicato de comércio de escravos William Gregson, com sede em Liverpool, era dono do navio como parte do comércio atlântico de escravos. Como era prática comercial comum, eles haviam feito seguro de vida dos africanos escravizados como carga. De acordo com a tripulação, quando o navio ficou sem água potável após erros de navegação, a tripulação jogou africanos escravizados ao mar.
Depois que o navio negreiro chegou ao porto de Black River, na Jamaica, os donos de Zong fizeram uma reclamação às seguradoras pela perda dos africanos escravizados. Quando as seguradoras se recusaram a pagar, os processos judiciais resultantes (Gregson v. Gilbert (1783)) sustentaram que, em algumas circunstâncias, o assassinato de africanos escravizados era legal e que as seguradoras poderiam ser obrigadas a pagar por aqueles que morreram. O júri decidiu pelos traficantes de escravos, mas em uma audiência de apelação subsequente, os juízes, decidiram contra os proprietários do sindicato do comércio de escravos, devido a novas evidências que sugeriam que o capitão e a tripulação eram culpados.
Após o primeiro julgamento, Olaudah Equiano, um liberto, trouxe a notícia do massacre ao ativista antiescravista Granville Sharp, que trabalhou sem sucesso para que a tripulação do navio fosse processada por assassinato. Por causa da disputa legal, os relatos do massacre receberam maior publicidade, estimulando o movimento abolicionista no final do século 18 e início do século 19; os eventos de Zong foram cada vez mais citados como um poderoso símbolo dos horrores da Passagem do Meio, a rota transoceânica pela qual os africanos escravizados foram trazidos para o Novo Mundo.
A Society for Effecting the Abolition of the Slave Trade ("Sociedade para Efetuar a Abolição do Tráfico de Escravos") foi fundada em 1787. No ano seguinte, o Parlamento aprovou a Lei do Comércio de Escravos de 1788, sua primeira lei regulando o comércio de escravos, para limitar o número de escravos por navio. Então, em 1791, o Parlamento proibiu as seguradoras de reembolsar os armadores quando africanos escravizados eram assassinados ao serem jogados ao mar. O massacre também inspirou obras de arte e literatura. Foi lembrado em Londres em 2007, entre os eventos para marcar o bicentenário do Ato contra o Comércio de Escravos de 1807, que aboliu a participação britânica no comércio de escravos africanos (embora não chegasse a proibir a escravidão). Um monumento aos africanos escravizados assassinados em Zong foi instalado em Black River, Jamaica.